# Warriors of the Net

Warriors of the Net is een in 1999 door Ericsson Medialab gemaakte animatiefilm die op een didactische en eenvoudige manier de werking van het internet en aanverwante begrippen zoals routers, packets en firewalls uitlegt.
De film wordt tot op heden gebruikt in basiscursussen netwerk. Hij is onder verschillende licenties te verkrijgen.